# 温州号导弹护卫舰
“温州”号导弹护卫舰（舷号526）简称“温州”舰，是中国人民解放军海军054型导弹护卫舰二号舰，可单独或协同海军其他兵力攻击敌水面舰艇、潜艇，具有较强的远程警戒和防空作战能力。温州舰由黄埔造船厂开工建造，2003年11月下水，2005年9月26日入列，现服役于东海舰队驱逐舰第三支队。温州舰舰名取自浙江省温州市，其入列命名授旗仪式于2005年9月26日在浙江省舟山市举行。

## 历史
2006年9月，“温州”号导弹护卫舰在东海某海域实施了小口径火炮拦截来袭导弹、新型反舰导弹试射等科目的实兵演练。
2009年4月23日，“温州”号导弹护卫舰作为当时解放军海军的新型装备之一，参加了在山东省青岛市附近黄海海域举行的中国人民解放军海军成立60周年海上阅兵，并作为唯一一艘对外交流的“窗口”舰艇接受了外国海军代表团的参观。
2009年10月30日，“温州”号导弹护卫舰与“马鞍山”号导弹护卫舰组成中国海军第四批护航编队，从浙江省舟山市起航，前往亚丁湾和索马里海域执行护航任务。第四批护航编队于11月13日与第三批护航编队在亚丁湾东部护航航线A点海域会师并进行了任务交接。温州舰等在安全护送46批660多艘中外船舶、成功解救3艘中外商船，并对阿联酋和菲律宾进行了访问后，于2010年4月23日返回某军港。
2011年2月21日，“温州”号导弹护卫舰与“马鞍山”号导弹护卫舰组成中国海军第八批护航编队，在浙江舟山起航，再赴亚丁湾、索马里执行护航任务。温州舰等在完成46批507艘船舶伴随护航任务，接护被海盗释放船舶1艘，解救被海盗追击船舶7艘，救助外国船舶2艘，并对卡塔尔和泰国进行访问后，于2011年8月28日返回舟山某军港。
2013年1月1日，“温州”号导弹护卫舰与“马鞍山”号导弹护卫舰等数艘解放军海军东海舰队舰艇在某海域开展了攻防演练。2月5日，日本政府向中国提出抗议，称“温州”号导弹护卫舰于1月19日利用火控雷达瞄准警告了日本海上自卫队的“大波”号导弹驱逐舰舰载直升机。
2013年6月下旬，“温州”号导弹护卫舰与“福州”号导弹驱逐舰小型作战编组、采取分更值班形式，在某海域开展了一场复杂电磁环境下的实兵对抗演练。
2013年9月中旬，“温州”号导弹护卫舰赴某海域执行战备巡逻任务，对海上井架进行了巡逻，并开展了临检拿捕、跟踪监视等非战争军事行动科目的训练。